# San Manuel Colohete
San Manuel Colohete es un municipio del departamento de Lempira en la República de Honduras.

## Toponimia
En dialecto indígena "Colohete" significa "Nido de Alacranes". Su nombre es en honor a Manuel Mártir, santo de la iglesia católica.

## Límites
| Orientación | Límite                        |
| ----------- | ----------------------------- |
| Norte       | Municipio de Gracias, Lempira |
| Sur         | Municipio de La Campa,        |
| Sur         | Municipio de San Sebastián,   |
| Este        | Municipio de La Campa,        |
| Oeste       | Municipio de San Sebastián,   |
| Oeste       | Departamento de Ocotepeque    |

Su Extensión territorial es de 182.9 km².

## Geografía
Se encuentra enclavado a la mitad de una montaña. Los cerros y montañas a su alrededor son muy empinados e irregulares. En cuanto a la vegetación, en algunas montañas se encuentran pinos y robles, en otras bosques subtropicales secos y en otros simplemente arbustos. El clima es templado, a excepción del verano. La explotación forestal no es aplicable a esta cabecera. Sus aldeas y comunidades se ubican en las grandes depresiones alrededor de la cabecera.

## Historia
Los habitantes de este lugar fueron súbditos del valiente cacique Lempira.
En 1887, en el censo de población de 1887 era un caserío de Aldea de Concepción Colohete en el Municipio de Gracias. En 1901 (2 de febrero), en la administración del presidente Terencio Sierra, es creado como municipio.

## Población
En el caso de San Manuel Colohete, los descendientes de indígenas representan un 70 %, el resto son individuos mestizos.
Población: Para el año 2013 se tenía la cifra de 14,063 habitantes, el INE elaboró una proyección que según la cual se espera tener 15,918 para el año 2020.

## Economía
Por su elevación sobre el nivel del mar, sus alrededores son muy adecuados para la siembra de café. Los cultivos de maíz y frijol son muy comunes en la zona. También cuenta con electricidad en la cabecera y servicios de comunicación móvil. La ganadería satisface solamente las necesidades locales y los productos derivados son escasos. En algunas casas particulares se venden combustibles fósiles como ser gasolina y diésel. Cerca de la cabecera hay una cantera de piedra caliza y es explotada para abastecer la demanda local.

## Turismo

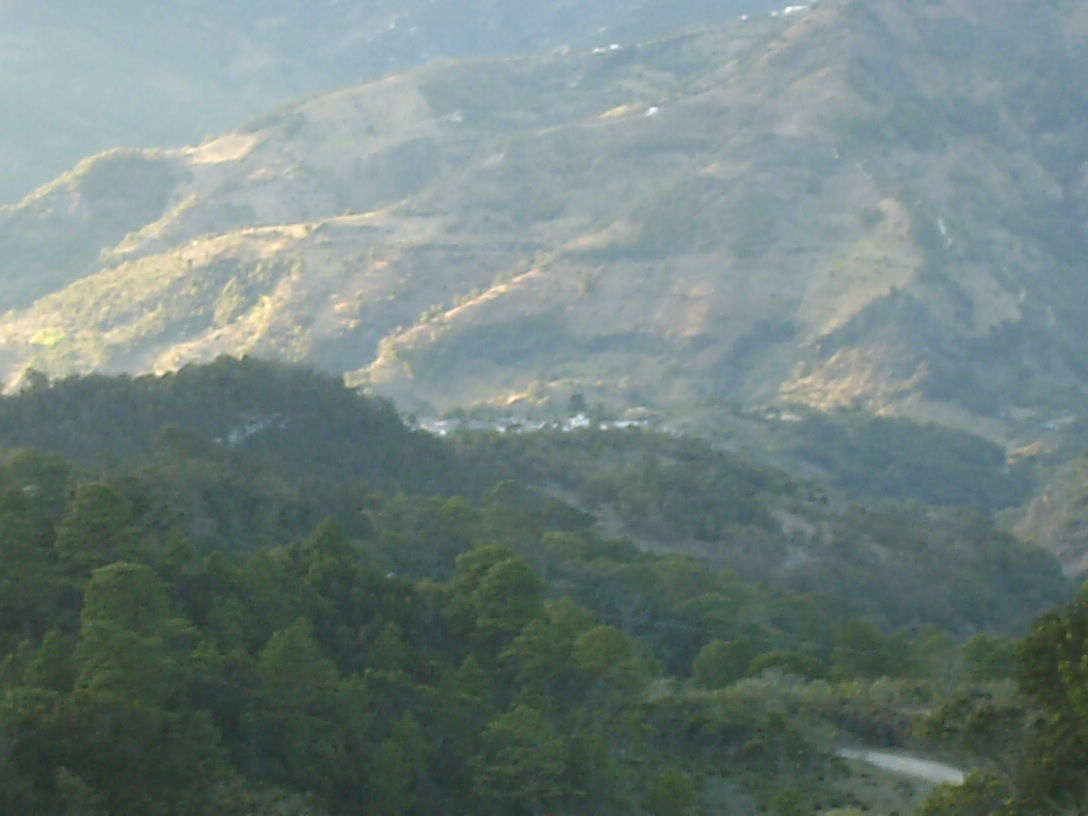
Vista panorámica del Poblado.

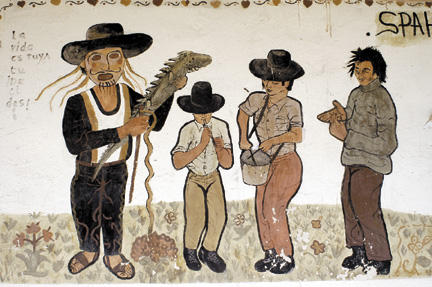
Gráfica Popular de "El Baile del Garrobo" por Arturo Sosa para el CCET.

Para llegar a esta cabecera, se debe partir de la Ciudad de Gracias. Cuando se desciende de la Comunidad de Santa Teresita hacia la cabecera, se recorren unos 35 km, pasando por La Campa. Faltanto 6 km está el desvío a San Marcos de Caiquín debidamente señalizado. La localidad dispone de hospedaje y un restaurante bufete. Para la fecha de feria hay mucho turismo, también existen comerciantes que llegan a ofrecer varios tipos de mercaderías, entre lo que se puede encontrar artesanías típicas. La Alcaldía ofrece acceso a Internet.

### Iglesia
La Iglesia de San Manuel de Colohete, erigida entre 1600 y 1700 por frailes y colonos presenta un construcción especial de ornamentos y delicados detalles exquisitamente europeos y cristianos; las paredes son de adobe y vigas de madera que sostienen una techumbre de teja de arcilla, típicos de la arquitectura bárroca colonial española. La fachada muestra relieves y enredaderas cuyo fin es elevar la vista hasta su campanario y luego al cielo, sobre la puerta principal se identifican dos ribetes que custodian una copa (Santo grial) que está sobre dos alas, dispuestas a emprender un vuelo. La nave principal y su interior muestran muchos rasgos artísticos de maestros canteros y tallistas de imágenes.
Dicha iglesia se encuentra protegida como Patrimonio Nacional Histórico y Colonial del gobierno de Honduras, también de la Comunidad COLOSUCA.

### Feria Patronal
Su Feria patronal es el 8 de diciembre, día de La Inmaculada Concepción.

## División Política
Aldeas: 10 (2013)
Caseríos: 85
| Código | Aldea                       |
| ------ | --------------------------- |
| 131901 | San Manuel Colohete         |
| 131902 | Corante                     |
| 131903 | Guacutao                    |
| 131904 | Piedra Larga                |
| 131905 | Pulaje                      |
| 131906 | San Antonio                 |
| 131907 | San Antonio del Aguacatillo |
| 131908 | San Pedrito                 |
| 131909 | Santa Teresa                |
| 131910 | Cerro Colorada              |